# 布罗马 (阿韦龙省)
布罗马（法語：Brommat，法語發音：[bʁɔma]）是法国阿韦龙省的一个市镇，属于罗德兹区。

## 地理
布罗马（44°49'47"N, 2°41'5"E）面积43.28 平方千米，位于法国奧克西塔尼大區阿韦龙省，该省份为法国南部内陆省份，位于法國中央高原南部，北起顺时针与康塔爾省、洛泽尔省、加尔省、埃罗省、塔恩省、塔恩-加龙省和洛特省接壤。
与布罗马接壤的市镇（或旧市镇、城区）包括：拉克鲁瓦巴雷兹、米尔德巴雷兹、圣桑福里安-德泰尼耶尔、托萨克、泰龙代尔、阿尔让斯和欧布拉克。

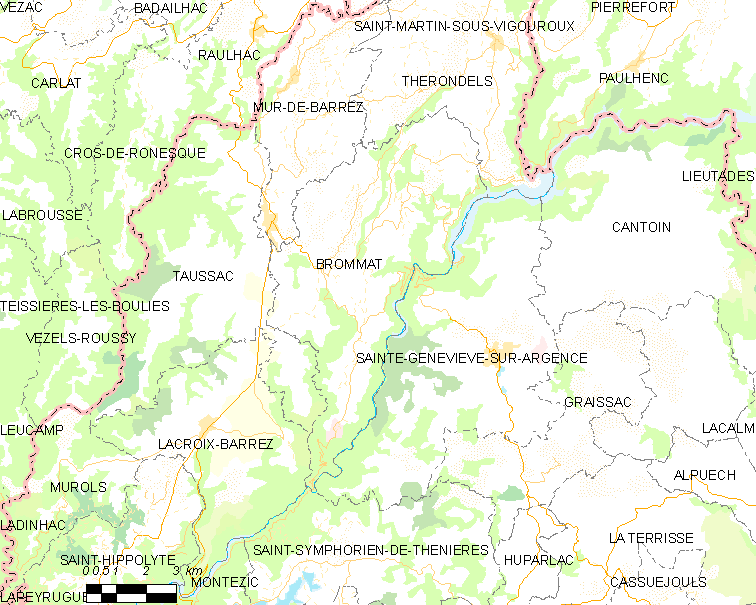
的OSM定位图

布罗马的时区为UTC+01:00、UTC+02:00（夏令时）。

## 行政
布罗马的邮政编码为12600，INSEE市镇编码为12036。

## 政治
布罗马所属的省级选区为欧布拉克-卡尔拉代斯县。

## 人口

1962-2008年间人口变化图示

布罗马于2022年1月1日时的人口数量为632人。